# François-Jacques Guillotte
Ne doit pas être confondu avec Guillotin.
François-Jacques Guillotte, né à Paris le 7 août 1697 et mort à Paris le 12 mai 1766, est un policier français.
Logeur de Diderot qui l'a probablement recruté pour collaborer à l’Encyclopédie où on lui attribue la rédaction de l’article Pont militaire, en collaboration avec Lenglet Du Fresnoy.

## Travaux
- Mémoire sur la réformation de la police de France, soumis au roi en 1749, éd. Jean Seznec, Paris, Hermann, 1974  (ISBN 2705657738). CR : Thomson Ann, Dix-Huitième Siècle, 1976, no 8, p. 448-449.

## Sources
- Joseph-Marie Quérard, La France littéraire, t. 5, Paris, Firmin-Didot, 1862, 1833, p. 611.
- B. E. Harcourt, La Société d'exposition, Média Diffusion  (ISBN 2021372987).